# Mirosław Miernik
Mirosław Aleksander Miernik – polski anglista, wykładowca Uniwersytetu Warszawskiego, pracownik Instytutu Anglistyki UW.

## Życiorys
Ukończył studia magisterskie w 2005 roku. W 2011 obronił pracę doktorską pt. "Between Fiction, Biography and the Autobiographical. The Construction and Appropriation of Frederick William Rolfe's Literary Image in His Writings and His Biographies" napisaną pod kierunkiem Piotra Skurowskiego. Na podstawie tych badań powstała książka Rolfe, Rose, Corvo, Crabbe: The Literary Images of Frederick Rolfe, wydana w 2015 r. W 2021 r. ukazała się jego książka, Rethinking Fiction After the 2007/8 Financial Crisis: Consumption, Economics, and the American Dream, która była podstawą jego habilitacji w 2022 r. Wykładał również na Uniwersytecie w Getyndze, Uniwersytecie Kraju Saary i Manchester Metropolitan University.
Jego badania i zainteresowania naukowe dotyczą głównie współczesnej prozy amerykańskiej, kultury konsumpcji oraz wpływu ekonomii na kulturę, badania nad subkulturami, jak i życie i twórczość Fredericka Rolfe'a (zwanego Baronem Corvo).
Miernik zaangażowany jest również w popularyzację nauki. Zorganizował pierwsze spotkania w ramach Festiwalu Nauki w Instytucie Anglistyki UW. Wielokrotnie pojawiał się też w audycjach radiowych, m.in w Polskim Radio i Tok.fm. Wypowiadał się też dla telewizji TVP World.
Członek Modern Language Association, European Association for American Studies, Polskiego Towarzystwa Studiów Amerykanistycznych i Corvine Society.

## Publikacje[16]

### Książki
- Rethinking Fiction after the 2007/8 Financial Crisis: Consumption, Economics, and the American Dream. Abingdon and New York: Routledge, 2021.
- Rolfe, Rose, Corvo, Crabbe: the Literary Images of Frederick Rolfe. Frankfurt am Main: Peter Lang, 2015.
- (współredakcja z Piotrem Skurowskim) Selected Papers in British and American Literature and Culture. Warszawa: Instytut Anglistyki UW.

### Artykułu
- "Between Neoliberalism and Postmodernism: Image, Rock and Roll, and Authenticity in Jennifer Egan’s A Visit from the Goon Squad." Lit: Literature Interpretation Theory. Vol. 36, no. 1, 2025 s. 1-17. https://doi.org/10.1080/10436928.2025.2457023
- "Not Only Puritans and Snobs: The Dynamic Between the Urban and the Provincial in the Works of Elizabeth Strout." Critique: Studies in Contemporary Fiction. 2025. https://doi.org/10.1080/00111619.2025.2451668
- Whaddya Rebellin' Against? Youth Rebellion and Domesticity in The Wild One and Rebel Without a Cause. Kultura Popularna, 4, 2018, s. 68-76.Capitalism as a Cultural System: In Memory of Joyce Appleby.  Polish Journal for American Studies, 11, 2017, s. 223-230.
- A Vicious Circle: How Canon Continues to Reinforce Sex Segregation in Literature in the 21st century. Acta Philologica, 2015, s. 85-96.
- Recenzja Robert Scoble. Raven: The Turbulent World of Baron Corvo.  Acta Philologica, 45, 2014, s. 93-94.
- A Taxonomy of Fame: A Semiotic Approach.  Acta Philologica, 43, 2013, s. 13-20.
- The Evolution of Emo and Its Theoretical Implications.  Polish Journal for American Studies, 7, 2013, s. 175-188.

### Rozdziały
- "From Freedom to Struggle: Colson Whitehead’s Apex Hides the Hurt as a Denouncement of Surface Fetishism." W: Anna Pochmara, Raphaël Lambert (red.) The African American Novel in the Early Twenty-First Century. pp. 163–181. Brill 2024.
- "Optymistycznie krocząc ku prekaryzacji. Krytyka praktyk neoliberalnego Kapitalizmu w Hologramie dla Króla". W: Julia Nikiel (red.), Dave Eggers str. 115-134, Wydawnictwa Uniwersytetu Warszawskiego 2023.
- "Turmoil and Change: A View at the Legacy of the 2007-2008 Financial Crisis and Great Recession." W: I. Kimak i J.Nikiel (Red.). Exhaustion and Regeneration in Post-Millennial North-American Literature and Culture. Frankfurt am Main: Peter Lang, 2019.
- Sprzedali się! Kwestia komercji w kontekście muzyki rockowej. Zarys problemu. W: J. Osiński , M. Pranke , A. Szwagrzyk i P. Tański (Red.). Kultura Rocka 3: Tradycje, Poszukiwania, Kontynuacje (3). (s. 90-102). Toruń: Koło Lektury Filologiczno-Filozoficznej Uniwersytetu Mikołaja Kopernika w Toruniu, 2019.
- 51. stan. Wizerunek USA w Twórczości New Model Army.  W: J. Osiński , M. Pranke , A. Szwagrzyk i P. Tański (Red.). Kultura rocka. Twórcy - tematy - motywy (2).  (s. 218-229). Toruń: Koło Lektury Filologiczno-Filozoficznej Uniwersytetu Mikołaja Kopernika w Toruniu, 2016
- Hipsterzy, beaci i bitnicy: o subkulturowych korzeniach Beat Generation.  W: M. Paryż (Red.). Bitnicy.  (s. 25-44). Warszawa: Wydawnictwa Uniwersytetu Warszawskiego, 2016
- “Everybody knows that the game was rigged”: Protests against the War on Terror in the Work of Ministry, Nine Inch Nails, and Tom Waits.  W: A. Gilroy i M. Messmer (Red.). America: Justice, Conflict, War.  (s. 171-188). Heidelberg: Winter Verlag, 2016.
- Od Gotyku do Dark Independent. O rozwoju subkultury gotyckiej w Polsce po roku 1999.  W: J. Osiński , M. Pranke , A. Szwagrzyk i P. Tański (Red.). Kultura rocka. Twórcy - tematy - motywy (1).  (s. 200-211). Toruń: Koło Lektury Filologiczno-Filozoficznej Uniwersytetu Mikołaja Kopernika w Toruniu, 2015.
- The Problem of Deviance in Subcultural Studies.  W: L. Krawczyk-Żywko (Red.). Exploring History: British Culture and Society 1700 to the Present. Essays in Honour of Professor Emma Harris.  (s. 113-124). Frankfurt am Main: Peter Lang, 2015.
- Between Audacity and Convention: a Reassessment of Frederick Rolfe's Fiction.  W: G. Bystydzieńska i E. Harris (Red.). From Queen Anne to Queen Victoria. Readings in 18th and 19th century British literature and culture. Vol. 4.  (s. 343-351). Warszawa: Uniwersytet Warszawski, Ośrodek Studiów Brytyjskich, 2014.